# Berkant Güner
Berkant Güner (* 19. Februar 1998 in Bielefeld) ist ein deutsch-türkischer Fußballspieler.

## Karriere
Der Mittelfeldspieler begann seine Karriere beim Bielefelder Stadtteilclub TuS 08 Senne I und wechselte später in die Jugendabteilung von Arminia Bielefeld. Im Alter von 13 Jahren wechselte er dann in die Jugendabteilung von Borussia Dortmund. Mit der Borussia wurde er in der Saison 2014/15 deutscher Meister der B-Junioren durch einen 4:0-Sieg über den VfB Stuttgart. Ein Jahr später gewann Güner mit den Dortmundern durch einen 5:3-Sieg über die TSG 1899 Hoffenheim die deutsche Meisterschaft der A-Junioren. Anschließend wechselte Güner zu Eintracht Braunschweig und gewann mit den Niedersachsen durch einen 3:0-Finalsieg über den FC Carl Zeiss Jena den deutschen A-Junioren-Pokal.
Im Sommer 2017 rückte Berkant Güner in den Kader der zweiten Mannschaft von Eintracht Braunschweig auf, die seinerzeit in der viertklassigen Regionalliga Nord antrat. Dort kam Güner jedoch nicht zum Einsatz und wechselte daraufhin während der Winterpause 2017/18 zu Vaasan PS in die erstklassige finnische Veikkausliiga. Sein Profidebüt gab er am 14. April 2018 bei der 0:1-Niederlage gegen Rovaniemi PS, wo Güner für Juha Hakula eingewechselt wurde. Wegen einer Beinverletzung verpasste Güner die zweite Saisonhälfte und war mit Ablauf seines Vertrages vereinslos. Ende Dezember 2019 unterzeichnete Berkant Güner einen Vertrag beim fünftklassigen Verein FC Gütersloh. Seit 2021 steht er für die Zweitvertretung des SV Rödinghausen auf dem Platz.

## Erfolge
- Deutscher Meister der A-Junioren: 2016
- Deutscher Meister der B-Junioren: 2015
- Deutscher Pokalsieger der A-Junioren: 2017